# Керма (держава)
Керма — стародавня африканська держава, та археологічна культура в Нубії. Тривалий супротивник давньоєгипетського Середнього царства.

## Історія
Перша згадка відноситься до періоду 2500—2400 років до н. е., часів Стародавнього царства. В цей час існувала ймовірніше ще протодержава. Утворюються групи поселень, формується землеробська культура. До 2300 року до н. е. Рання культура групи C з'являлася в Нижній Нубії, найімовірніше, в Донгола-Рич (поблизу Керми). Саме з цього часу відраховується існування власне держави Керма.
Керма сприймалася як велика загроза. Найбільші і найбільш численні укріплення в історії Єгипту були споруджені єгиптянами для захисту своїх кордонів від набігів з Керми і захисту торгових шляхів між цими двома країнами. Напочатку II тис. до н. е. починається боротьба між Єгиптом і Кермою за панування над Нижньою Нубією. Фараон Сенусерт I заснував фортеці в Ікурі, Кубані, Анібі, Бухені та Кор. Укріплення у Куббані захищало видобуток золота вздовж Ваді Аллакі та Ваді Габгаби.
За часів Першого перехідного періоду (за фараонів Тринадцятої династії присутність єгиптян в Нижній Нубії припинилося.
Керма уклала союз з гіксосами і спробувала знищити Єгипет. Знахідки 2003 року в гробниці правителя Ель-Каба (поблизу Фів) показують, що Керма вдерлася вглиб єгипетської території в період між 1575 і 1550 роками до н. е. Вважається, що ця поразка була однією з найпринизливіших в давньоєгипетській історії, оскільки наступні фараони наказали стерти будь-які згадки про неї з історичних написів. Багато фараонських статуй і пам'ятників були вивезені з Єгипту в Керми на знак перемоги.
Коли на початку Нового царства єгипетські джерела знову згадують регіон Керма, вони вказують, що остання контролює як Нижню, так і Верхню Нубію.
У роки правління фараона Тутмоса I Єгипет здійснив декілька походів на південь, які врешті-решт привели до підкорення Керми близько 1504 року до н. е.
Після цього Керма набуває все більше єгипетських рис, проте повстання тривали протягом 220 років — десь до 1300 року до н. е. Проте, вже за часів Нового царства Керма стала ключовою провінцією держави фараонів в економічному, політичному та духовному сенсі. Зокрема, важливі церемонії фараонів проводилися в місцевості Джебель-Баркал поблизу Напати, а між царськими родами двох регіонів укладалися шлюби.

## Устрій
Царство Керма було великою політичною одиницею, контролювало землі від 1 до 4-го порогів Нілу — територію, зіставну зі Стародавнім Єгиптом того часу. Воно було сильно централізованим.
Керма і Сай були великими містами. Тут виявлено свідчення наявності багатої знаті, а також класу сановників й купців.

## Господарство
Єгипетські джерела вказують на те, що це був багатий і населений землеробський регіон. Є археологічні розвідки, що свідчать про розвиток скотарства, вирощувалися кози, вівці та велика рогата худоба. Також важливим фактором було мисливство на великих тварин, насамперед слонів, носорогів, жирафів, крокодилів.
Під час Середнього і Нового царств Керма експортувала золото, худоба, молочні продукти, слонова кістка, ебенове дерево, пахощі того, переважно до Єгипту.